# なおしま (掃海艇)
なおしま（ローマ字：JS Naoshima, MSC-684）は、海上自衛隊の掃海艇。すがしま型掃海艇の4番艇。艇名は直島に由来する。
本記事は、本艇の艦暦について主に取り扱っているため、性能や装備等の概要についてはすがしま型掃海艇を参照されたい。

## 艦歴
「なおしま」は、平成9年度計画掃海艇384号艇として、日本鋼管鶴見造船所で1998年4月17日に起工され、1999年10月7日に進水、2001年3月16日に就役し、掃海隊群第2掃海隊（佐世保）に編入された。
2008年3月11日、佐世保地方隊下関基地隊第43掃海隊に編成替え。
2011年3月11日に発生した東北地方太平洋沖地震による東日本大震災に対し、災害派遣のため被災地、宮崎県女川町に向けて出港する。
2014年4月2日、呉地方隊阪神基地隊第42掃海隊に編成替え。
2015年2月1日から2月10日、伊勢湾で平成26年度機雷戦訓練に参加。同年6月19日から6月28日、硫黄島周辺海域で平成27年度実機雷処分訓練に参加。
2016年2月1日から2月10日、伊勢湾で機雷戦訓練に参加。同年11月20日から11月30日、日向灘でアメリカ海軍との機雷戦訓練及び掃海特別訓練に参加。
2018年7月18日～7月30日、陸奥湾にて機雷戦訓練及び日米印共同掃海特別訓練を実施した。
2019年6月15日から6月24日までの間、掃海母艦「うらが」、掃海艦「あわじ」、「ひらど」、掃海艇「はつしま」、「つのしま」、「とよしま」、「あおしま」と共に令和元年度実機雷処分訓練及び掃海特別訓練（日米共同訓練）に参加し、硫黄島周辺海域にてアメリカ海軍の水中処分隊と共同して機雷掃海、機雷掃討、水中処分員による機雷処分訓練を実施。
2023年6月20日から6月29日までの間、掃海母艦「うらが」、輸送艦「おおすみ」、掃海艇「ひらしま」、「みやじま」、「ししじま」、「つのしま」と共に令和5年度実機雷処分訓練及び掃海特別訓練（日米共同訓練）に参加し、硫黄島にてアメリカ海軍の水中処分隊と共同して対機雷戦（機雷掃討）及び水中処分訓練を実施。
2025年3月12日、除籍。約24年間にわたる総航海時間は約3万5,000時間、総航程約23万マイルで地球10周半に相当する。